# Kader Firoud
Der meist kurz Kader Firoud genannte Abdelkader Firoud (arabisch عبد القادر فيرود, DMG ʿAbd al-Qādir Fīrūd; * 11. Oktober 1919 in Oran; † 3. April 2005 in Nîmes) war ein französischer Fußballspieler und -trainer.

## Der Fußballspieler

### Vereinskarriere
Kader Firoud wuchs in Algerien auf, das damals ein Teil Frankreichs war; seine ersten fußballerischen Stationen waren US Musulmane, danach Mouloudia Algier, wo er sich einen Ruf als torgefährlicher Stürmer erwarb. Das blieb französischen Vereinen nicht lange verborgen, zumal Mannschaften aus Algerien am französischen Pokalwettbewerb teilnahmen. Im Zweiten Weltkrieg wechselte Firoud zu Toulouse FC, für den er von 1942 bis 1945 in den Kriegsmeisterschaften antrat, 1943 Meister der Südstaffel wurde und 1945 im Pokalendspiel stand. Nach Kriegsende wechselte er zu AS Saint-Étienne, für die er zunehmend im Mittelfeld die Fäden spann. In seinen drei Jahren bei den Stéphanois wurde er Vizemeister (1946) und vor seinem Weggang noch einmal Vierter der Division 1. 1948 wechselte er zu Nîmes Olympique, mit dem er zwei Jahre später in die höchste französische Spielklasse aufstieg und dort nacheinander die Plätze 5, 6, 5 und 9 belegte. In dieser Zeit wurde Kader Firoud aufgrund seiner beständigen Leistungen auch erstmals in die Französische Fußballnationalmannschaft berufen. 1954 musste er, nach einem schweren Verkehrsunfall, seine Laufbahn als Spieler beenden.

### Der Nationalspieler
Zwischen Oktober 1951 und Mai 1952 spielte Kader Firoud sechsmal für die Équipe Tricolore; sein erstes Länderspiel bestritt er wenige Tage vor seinem 32. Geburtstag. Nach einer Auszeit auf internationaler Ebene war er gerade wieder für den französischen Nationalkader bei der Weltmeisterschaft 1954 nominiert worden, als ein Autounfall seine Spielerkarriere von einem Tag auf den anderen beendete.

## Der Trainer
Der bedeutendere Teil seiner Tätigkeit im Fußball jenseits des Rheins begann 1955, als Firoud die Mannschaft als Trainer übernahm, für die er zuvor auch schon sechs Jahre gespielt hatte: bis 1964 und erneut zwischen 1969 und 1978, insgesamt also 18 Jahre lang, saß er bei Nîmes Olympique auf der Trainerbank. Zwischen 1964 und 1969 trainierte er drei Jahre den Toulouse FC (ebenfalls ein Verein, in dessen Ligaelf er selbst gespielt hatte) und war zwei Jahre als Berater für den algerischen Fußballverband tätig.
Insbesondere Nîmes führte der Trainer in die absolute französische Spitze: 1957–1963 und 1970–1975 stand der Klub aus der kleinen südfranzösischen Stadt durchgehend auf einem einstelligen Tabellenplatz, wurde viermal Vizemeister und scheiterte zweimal (1958 gegen Stade de Reims und 1961 gegen UA Sedan-Torcy) erst im Finale des Pokals. 1971 wurde Firoud zum Trainer des Jahres gewählt.
Von 1980 bis 1982 führte er noch bei Montpellier HSC Regie, stieg mit diesem Klub auch auf Anhieb in die Division 1 auf, konnte in seiner allerletzten Spielzeit aber (das einzige Mal in seiner langen aktiven Zeit) den sofortigen Wiederabstieg nicht verhindern. Nach einer letzten Beratertätigkeit (1983/84 für den französischen Fußballverband FFF) setzte sich Firoud zur Ruhe – natürlich in unmittelbarer Nachbarschaft von Nîmes, wo er 2005 verstarb.
Insgesamt hat Kader Firoud in 782 Erstligaspielen an der Seitenlinie gewirkt; das schien ein französischer Rekord „für die Ewigkeit“ zu sein – bis er 2002 von Guy Roux, wenn auch als bisher einzigem, übertroffen wurde.

## Erfolge

### Als Spieler
- Französischer Fußballmeister: Vizemeister 1946 (mit Saint-Étienne)
- Französischer Pokalsieger: Finalist 1945 (mit Toulouse)
- 6 A-Länderspiele für Frankreich

### Als Trainer
- Französischer Fußballmeister: Vizemeister 1958, 1959, 1960 und 1972 (mit Nîmes)
- Französischer Pokalsieger: Finalist 1958 und 1961 (mit Nîmes)
- 782 Spiele als Erstligatrainer
- Französischer Trainer des Jahres: 1971